# Anatoli Lwowitsch Kaplan
Anatoli Lwowitsch Kaplan (russisch Анатолий Львович Каплан, mit jüdischem Vornamen: Tanchum (= Tröstung); geb. 28. Dezember 1902 in Rahatschou, Belarus; gest. 3. Juli 1980 in Leningrad) war ein russisch-jüdischer Maler, Bildhauer und Grafiker.

## Leben
Anatoli Lwowitsch Kaplan wuchs mit fünf Geschwistern in Rogatschow auf. Das Städtchen lag damals innerhalb des jüdischen Ansiedlungsrayons. Im Jahr nach Anatolis Geburt wurde es von schweren Pogromen heimgesucht. Der Vater war Schächter und besaß einen kleinen Fleischladen. Später musste er im Schlachthof arbeiten, um seine große Familie ernähren zu können.
Trotz der ärmlichen Verhältnisse erhielt Anatoli eine gute Bildung. Er ging zuerst auf die religiöse Elementarschule, wo er Hebräisch lernte und den Talmud studierte. Vom zwölften Lebensjahr an besuchte er die staatliche russische Schule. Seine künstlerische Neigung zeigte sich früh. Mit Hingabe übte er sich in Bleistiftzeichnungen und Aquarellen. Sein Berufsziel war Zeichenlehrer. Das wurde er dann auch in seiner Heimatstadt, noch ehe er ausgebildet worden war.
Die Oktoberrevolution brachte ihm, als einem Kind der Unterschicht, eine günstige Wendung. Er wurde 1922 an die Kunstakademie in Petrograd (später Leningrad) delegiert. Nach seinem Abschluss 1927 blieb er in dieser Stadt. Sie wurde bis zum Lebensende seine Heimat, auch wenn er immer wieder die Orte seiner Kindheit besuchte.
Kaplan schlug sich als freier Künstler durch, akzeptierte an Aufträgen, was sich gerade bot, ob als Gebrauchsgrafiker, Bühnenbildner, Innenraumgestalter oder Illustrator.
In den dreißiger Jahren arbeitete er innerhalb einer Gruppe von Malern und Lithographen, die das Leben in der „Autonomen Jüdischen Republik“ thematisierte. Diesen Bezirk im äußersten Osten Russlands hatte Stalin in der Absicht geschaffen, die jüdische Bevölkerung dorthin umzusiedeln.
Während des Kriegs wurde Kaplan mit seiner Familie aus Leningrad in den Ural evakuiert. Hier hatte er schwierige Arbeitsverhältnisse zu bewältigen, er musste auch wieder Zeichenunterricht geben.
1944 kehrte er nach Leningrad zurück. Die Leiden der belagerten Stadt nahm er zum Thema einer umfangreichen Lithographienfolge.
Eine Zeit lang hatte er die Aufgabe, die Entwürfe in einer Glasmanufaktur zu überwachen. Das weckte sein Interesse an der dritten Dimension und schuf die Basis für sein späteres Arbeiten als Bildhauer und Kunsttöpfer.
Kaplan blieb immer auch dem Malen treu, obwohl seine Gemälde – wegen der vorwiegend jüdischen Motive – in der Sowjetzeit kaum ausgestellt wurden. Erst 1995 kam es zu einer umfangreichen Retrospektive im Russischen Museum in Sankt Petersburg.

## Werk
Kaplans Umfeld in der Kindheit war nicht unähnlich dem von Marc Chagall, der eine Generation früher, 1887, geboren wurde. Auch wenn das Leben der beiden Künstler sehr unterschiedlich verlief, so haben sie in ihrem Werk doch viel gemeinsam. Vor allem die Schtetl-Gestalten und -Szenen spielen bei beiden eine große Rolle. Ebenso die autobiographischen Bezüge, wie sie in Kaplans Gemälden „Metzgerladen“ (1972) und „Schneiderladen“ (1975), ganz offensichtlich sind, ebenso in vielen Illustrationen zu Werken des Schriftstellers Scholem Alejchem.
Auf der Akademie wurde Kaplan in erster Linie als Maler ausgebildet. Weil er damit in den Jahren danach sein Brot nicht verdienen konnte, musste er alle möglichen Aufgaben übernehmen. Dadurch erwarb er sich Routine auch in dekorativen und plakativen Arbeiten sowie in unterschiedlichsten Techniken samt dem Umgang mit Schrift und Ornamenten.
Im Jahr 1937 erhielt er den Auftrag des Leningrader Ethnographischen Museums, für die jüdische Sektion eine Serie von Lithographien zu schaffen. Jetzt erst, in der Experimentierwerkstatt des Leningrader Künstlerverbandes, erlernte Kaplan systematisch die Techniken der Druckgrafik. Er entwickelte auch eigene Verfahren. Seinen ersten Lithographie-Zyklus (1937–1940) nannte er „Kasrilewke“ (nach einem Dorf in einer Erzählung von Scholem Alejchem).
Der Krieg brachte einen harten Einschnitt in Kaplans künstlerisches Wirken. Erst 1944, nach der Rückkehr aus der Evakuierung im Ural, konnte er seine Arbeit wieder aufnehmen. Er begann sofort mit einem Lithographien-Zyklus über die Leiden seiner Stadt. 1946 erschien die Mappe „Leningrad in den Tagen der Blockade“. Kaplan führte die Bildfolge bis zum Ende der fünfziger Jahre weiter und bezog den Wiederaufbau ein.
Ab 1953 konzentrierte sich Kaplan wieder ganz auf jüdische Themen. Damit eckte er ständig und ernsthaft bei den sowjetischen Kulturbehörden an. Unter den Werken dieser Epoche sind besonders bemerkenswert die Illustrationen zu „Jüdische Volkslieder“ von Dmitri Schostakowitsch, zu Scholem Alejchems „Tewje, der Milchmann“, „Der behexte Schneider“ und „Stempenju“ und zu Mendele Moicher Sforims „Fischke der Lahme“.
Ab 1967 schuf Kaplan vor allem Keramiken und Skulpturen, darunter zu Gestalten aus Gogols Romanen „Die toten Seelen“ und "Die Spieler" In Formen und Farben beweist er einen phantastisch-spielerischen Umgang mit dem Material.

## Illustrationen zu deutschsprachige Buchausgaben – Auswahl
- Scholem Alejchem: Tewje der Milchmann. Mit Reproduktionen von Lithografien. Verlag der Kunst Dresden (Vierter Druck der Leipziger Presse), 1967
- Scholem Alejchem: Der behexte Schneider. Mit Reproduktionen von 26 Farblithographien. Verlag Volk und Welt, Berlin, 1969
- Johannes Bobrowski: Lewins Mühle. 34 Sätze über meinen Großvater.  Mit Reproduktionen von Bleistiftzeichnungen. Union Verlag, Berlin, 1975
- Mendele Mojcher Sforim: Fischke der Lahme. Bettlerroman. Mit Reproduktionen von 26 Lithographien. Verlag Philipp Reclam jun. Leipzig, 1978
- Gotthold Ephraim Lessing: Nathan der Weise. Mit Reproduktionen von 15 Kreidezeichnungen. Insel-Verlag, Leipzig, 1978
- Die Legende vom Zicklein. Mit Reproduktionen von Farblithos. Edition Holz im Kinderbuchverlag Berlin, 1981
- Mendele Moicher Sforim, Scholem Alechem, Jizchok Leib Perez:  Des Rebben Pfeifenrohr. Humoristische Erzählungen aus dem Jiddischen. Mit Reproduktionen von 33 Pastellen, Gouachen und Ölbildern. Eulenspiegel Verlag Berlin, 1983
- Ostjüdische Legenden. Mit Reproduktionen von 52 Pastellen. Gustav Kiepenheuer Verlag  Leipzig und Weimar, 1983
- Scholem Alejchem, Der Fortschritt in Kasrilewke und andere alte Geschichten aus neuerer Zeit. Mit Reproduktionen von 26 Lithographien. Buchverlag Der Morgen, Berlin, 1990